# 159.ª Divisão de Infantaria (Alemanha)
A 159ª Divisão de Infantaria (em alemão:159. Infanterie-Division) foi uma unidade militar que serviu no Exército alemão durante a Segunda Guerra Mundial.

## Comandantes
| Comandante                            | Data                                           |
| ------------------------------------- | ---------------------------------------------- |
| Generalmajor Friedrich-Wilhelm Dernen | 10 de outubro de 1944 - 15 de novembro de 1944 |
| Generalmajor Heinrich Bürcky          | 15 de novembro de 1944 - 20 de abril de 1945   |

## Oficiais de operações
| Major Dr. jur. Kurt Pickart | 1 de novembro de 1944-20 de abril de 1945 |

## Área de operações
| França            | outubro de 1944 - março de 1945  |
| Oeste da Alemanha | de março de 1945 - abril de 1945 |